# Heresiarches bonthainensis
Heresiarches bonthainensis là một loài tò vò trong họ Ichneumonidae.